# František Šterc
František Šterc (* 27. Januar 1912 in Šlapanice; † 31. Oktober 1978) war ein tschechoslowakischer Fußballspieler. 

## Vereinskarriere
Šterc begann seine Laufbahn in Šlapanice, 1932 wechselte er im Alter von 20 Jahren zum SK Židenice. Mit dem Brünner Klub gelang ihm 1933 der Aufstieg in die höchste tschechoslowakische Spielklasse. In 62 Erstligaspielen für Židenice schoss der Stürmer 32 Tore, 15 davon alleine in der Spielzeit 1934/35. In diesen zwei Jahren befand sich der damals erst 22- bzw. 23-jährige Angreifer auf dem Höhepunkt seiner Karriere und wurde in die tschechoslowakische Nationalmannschaft berufen.
Nach sechs Jahren beim SK Židenice kehrte Šterc 1938 zu seinem Heimatverein SK Šlapanice zurück, bei dem er seine Karriere ausklingen ließ.

## Nationalmannschaft
Šterc spielte zwei Mal für die Auswahl der Tschechoslowakei. Sein Debüt gab der Stürmer am 23. September 1934, die tschechoslowakische Elf spielte in Wien gegen Österreich 2:2 unentschieden. Zu seinem zweiten und zugleich letzten Einsatz kam Šterc beinahe ein Jahr später am 6. September 1935 in Belgrad, die Auswahl der ČSR trennte sich von der Auswahl Jugoslawiens torlos.